# Studio 1
Studio 1 è il terzo album registrato in studio del quartetto inglese delle All Saints, che segnò anche il loro ritorno sulle scene dopo cinque anni di assenza. Nonostante il primo singolo Rock Steady, che aveva anticipato l'uscita dell'album, avesse ottenuto da subito un buon successo, l'album stesso ricevette invece una tiepidissima accoglienza, debuttando nella classifica inglese solo alla posizione #40. In totale l'album ha venduto circa 100 000 copie nel Regno Unito.

## Tracce
1. Rock Steady – 2:44 (Shaznay Lewis, Greg Kurstin)
2. Chick Fit – 3:33 (Shaznay Lewis, Rick Nowels)
3. On And On – 3:59 (Shaznay Lewis, Greg Kurstin)
4. Scar – 3:50 (Melanie Blatt, K-Gee)
5. Not Eazy – 3:17 (Shaznay Lewis, Greg Kurstin)
6. Hell No – 3:40 (Shaznay Lewis, K-Gee)
7. One Me And You – 3:36 (Shaznay Lewis, Greg Kurstin)
8. Headlock – 3:31 (Shaznay Lewis, Greg Kurstin)
9. Too Nasty – 3:55 (Melanie Blatt, K-Gee, Nicole Appleton)
10. In It To Win It – 3:41 (Shaznay Lewis, Greg Kurstin)
11. Flashback – 3:01 (Natalie Appleton, Amanda Ghost, Liam Howlett, Ian Dench)
12. Fundamental – 3:48 (Shaznay Lewis, K-Gee)

### Edizione speciale DVD
1. All Saints Interview
2. Rock Steady (Video)
3. Sexy (Exclusive Audio Track)

## Singoli estratti
| Informazioni                                                          |
| --------------------------------------------------------------------- |
| "Rock Steady" - Released: 6 novembre 2006 - Chart positions: #3 (UK)  |
| "Chick Fit" - Released: 26 febbraio 2007 - Chart positions: #256 (UK) |

## Classifiche
| Paese       | Data             | Posizione | Certificazione |
| ----------- | ---------------- | --------- | -------------- |
| Regno Unito | 19 novembre 2006 | 40        | Gold           |
| Svizzera    | 3 dicembre 2006  | 73        | —              |